# Cambieure
Cambieure település Franciaországban, Aude megyében. Lakosainak száma 322 fő (2022. január 1.). Cambieure Belvèze-du-Razès, Brugairolles, Cailhau és Routier községekkel határos.

## Népesség
A település népessége az elmúlt években az alábbi módon változott:
| Lakosok száma | 160  | 147  | 236  | 232  | 302  | 314  | 304  | 303  | 313  | 322  |
|               | 1968 | 1982 | 1990 | 2006 | 2013 | 2015 | 2017 | 2019 | 2020 | 2022 |